# Tomasz Krzeszewski
Tomasz Krzeszewski (ur. 19 września 1974 w Zgierzu) – polski tenisista stołowy, olimpijczyk z Sydney (2000) oraz Aten (2004), medalista mistrzostw Europy. Trener reprezentacji Polski.

## Sukcesy

### Mistrzostwa Europy
Na podstawie.
- 2002 – srebrny medal Mistrzostw Europy (gra podwójna)[a]
- 2000 – brązowy medal Mistrzostw Europy (drużynowo)
- 1996 – srebrny medal Mistrzostw Europy (drużynowo)
- 1996 – brązowy medal Mistrzostw Europy (drużynowo)

### Mistrzostwa Polski
Na podstawie.
- 2004 – złoty medal Mistrzostw Polski (gra pojedyncza)
- 2004 – złoty medal Mistrzostw Polski (gra podwójna)[a]
- 2003 – złoty medal Mistrzostw Polski (gra podwójna)[a]
- 2002 – brązowy medal Mistrzostw Polski (gra pojedyncza)
- 2002 – złoty medal Mistrzostw Polski (gra podwójna)[a]
- 2001 – złoty medal Mistrzostw Polski (gra podwójna)[a]
- 2000 – brązowy medal Mistrzostw Polski (gra pojedyncza)
- 2000 – złoty medal Mistrzostw Polski (gra podwójna)[a]
- 2000 – srebrny medal Mistrzostw Polski (gra podwójna mieszana)[b]
- 1999 – brązowy medal Mistrzostw Polski (gra pojedyncza)
- 1999 – złoty medal Mistrzostw Polski (gra podwójna)[a]
- 1998 – złoty medal Mistrzostw Polski (gra podwójna)[a]
- 1997 – złoty medal Mistrzostw Polski (gra podwójna)[c]
- 1998 – srebrny medal Mistrzostw Polski (gra pojedyncza)
- 1997 – złoty medal Mistrzostw Polski (gra pojedyncza)
- 1997 – brązowy medal Mistrzostw Polski (gra podwójna mieszana)[d]
- 1995 – brązowy medal Mistrzostw Polski (gra podwójna)[c]
- 1994 – srebrny medal Mistrzostw Polski (gra podwójna)[c]
- 1994 – srebrny medal Mistrzostw Polski (gra podwójna mieszana)[d]
- 1993 – brązowy medal Mistrzostw Polski (gra pojedyncza)
- 1993 – brązowy medal Mistrzostw Polski (gra podwójna mieszana)[d]

### World Tour
Na podstawie.
- 2001 – zwycięstwo w Dutch Open (gra pojedyncza)
- 1997 – zwycięstwo w Swedish Open (gra podwójna)[a]
- 1997 – zwycięstwo we French Open (gra podwójna)[a]